# Проект АТОМ
Проект АТОМ — международная инициатива, конечной целью которой является достижение мира свободного от ядерного оружия. Данную инициативу предложил Президент Республики Казахстан Н. А. Назарбаев в Астане в 2012 году в ходе выступления на Международном форуме «От запрета ядерных испытаний — к миру, свободному от ядерного оружия», посвященном Международному дню действий против ядерных испытаний.
Слово «ATOM» в данном проекте несёт смысловую нагрузку: аббревиатура от англ. Abolish Testing. Our Mission — «Прекратить испытания. Наша миссия». В практическом плане Проект АТОМ предлагает подписать онлайн петицию с призывом к мировым лидерам запретить ядерные испытания. По состоянию на 26 ноября 2018 года петицию подписали около 300 тыс. человек из более чем 100 стран мира.

## История и последствия ядерных испытаний в Казахстане
Семипалатинский испытательный ядерный полигон (СИП) был создан в рамках Советской программы в 1947 году, где через два года было проведено первое испытание. С этого времени полигон в КазССР стал основным испытательным ядерным полигоном советской ядерной программы. В период с 1949 по 1989 годы на полигоне было проведено 473 ядерных взрыва (90 воздушных, 26 наземных, 354 подземных). Радиоактивные осадки от проведённых испытаний на многие годы отравили землю Казахстана. Огромные территории, сравнимые с некоторыми европейскими странами, оказались выведены из хозяйственного оборота. Семипалатинская область стала местом экологического бедствия.
У жителей поселений, находившихся вблизи полигона, участились случаи тяжёлых заболеваний, в том числе онкологических, сердечно-сосудистых, лейкозы, расстройства центральной нервной системы, увеличилась смертность. Также у людей обнаружили нарушения биохимических процессов и обмена веществ в организме, генетические мутации. По имеющимся данным пострадало и продолжает ощущать последствия испытаний уже в третьем поколении более 1,5 млн человек.

## Запрещение ядерных испытаний
Н. А. Назарбаев своим Указом от 29 августа 1991 года закрыл Семипалатинский испытательный полигон. После этого стали закрываться полигоны Франции, Великобритании, Китая и США. Действия Казахстана стали отправной точкой для разработки и принятия в 1996 году Договора о всеобъемлющем запрещении ядерных испытаний. По состоянию на 2018 год данный Договор так и не вступил в силу.
По инициативе Казахстана в 2009 году была принята резолюция ГА ООН об объявлении 29 августа — Международным днём действий против ядерных испытаний. Данная дата была выбрана в память о закрытии СИП. В соответствии резолюцией ежегодно по всему миру проходят мероприятия, напоминающие о необходимости скорейшего запрещения ядерных испытаний.

## Продвижение проекта
На регулярной основе в Казахстане и на площадках ООН (Нью-Йорк, Женева, Вена) проводятся крупные международные мероприятия, посвященные 29 августа.
Начиная с 2012 года, когда проект был официально запущен, была проведена работа по его продвижению как внутри страны, так и за пределами Казахстана. Проводились презентации проекта и выставок картин известного художника, почётного посла проекта АТОМ Карикбека Куюкова в Гааге, Женеве, Вашингтоне, Осло, а также в Японии. В июле 2018 года Казахстанский художник стал лауреатом премии «За безъядерное будущее».
В 2014 году проект АТОМ был представлен в Италии, где был отмечен беспрецедентный вклад Казахстана в процесс ядерного разоружения и сокращения ядерной угрозы. Также в течение последующих лет состоялись презентации в таких странах, как Норвегия, Нидерланды, Швейцария, Россия, США, Финляндия, Австрия, Япония, Мексика и Германия.
Одна из целей проекта АТОМ – привлечь внимание лидеров государств, от решения которых зависит вступление в силу Договора о всеобъемлющем запрещении ядерных испытаний, подписать и ратифицировать этот договор.
К. Куюков преследует цель собрать миллион голосов за петицию проекта и обратиться к главам стран, которые еще продолжают гонку ядерных вооружений.
В августе 2018 года Казпочтой был выпущен ограниченный тираж почтовых марок с логотипом проекта с целью привлечения внимания к антиядерной тематике и деятельности проекта АТОМ.
Проект Атом принимал участие в продвижении идей и целей организации «I can», международной кампании за уничтожение ядерного оружия, которая получила Нобелевскую премию в 2017 году.